# Domini (xarxes informàtiques)
Un domini, en xarxes d'ordinadors és el conjunt de computadores connectades en una xarxa informàtica que confien a un dels ordinadors de la xarxa, l'administració dels usuaris i els privilegis que cada un dels usuaris té en aquesta xarxa, i s'identifica amb la part principal d'una adreça en la web que indica l'organització o companyia que administra aquesta pàgina o lloc web. L'espai en xarxa que contenen totes les estacions, i els diferents recursos compartits administrats pel servidor.

## Controlador de domini
Quan la xarxa és gran sol ser necessari un segon equip depenent del primer al que anomenarem subcontrolador de domini. S'usa aquest equip per descarregar en ell part de les tasques del controlador de domini (a això se li diu balanç de càrrega). Quan les xarxes són molt grans és millor dividir-les en subdominis, amb controladors diferents
Els controladors i subcontroladores de domini «serveixen» als usuaris i als ordinadors de la xarxa per a altres tasques com resoldre les adreces DNS, emmagatzemar les carpetes dels usuaris, fer còpies de seguretat, emmagatzemar programari d'ús comú, etcètera. Per això a aquests equips se'ls anomena també servidors.